# عشق، برداشت دوم
عشق، برداشت دوم (انگلیسی: Love, Take Two؛‏ کره‌ای: 첫, 사랑을 위하여)مجموعهٔ تلویزیونی محصول کره جنوبی به نویسندگی سونگ وو جین، به کارگردانی یو جه وون و با بازی یوم جونگ آه، پارک هه جون، چوی یون جی، کیم مین کیو، کیم سون یونگ و یانگ کیونگ وون است. این مجموعه از ۴ اوت ۲۰۲۵، روزهای دوشنبه و سه‌شنبه ساعت ۲۰:۵۰ (کی‌اس‌تی) از تی‌وی‌ان پخش شد.

## خلاصه داستان
مادری مجرد و دخترش که دانشجوی پزشکی است، با فصل تازه و پیش‌بینی‌نشده‌ای در زندگی خود روبه‌رو می‌شوند. این داستانِ عشقی نخستین است، نه واپسین؛ عشقی که زمانی به سراغشان می‌آید که تصمیم می‌گیرند برای خوشی‌های امروز زندگی کنند، نه دغدغه‌های فردا.

## بازیگران

### اصلی
- یوم جونگ آه در نقش لی جی آن[۳]
  - وون یو جین در نقش جوانی لی جی آن[۴]
- پارک هه جون در نقش ریو جونگ سوک[۵]
  - جانگ دوک سو در نقش جوانی ریو جونگ سوک[۶]
- چوی یون جی در نقش لی هیو ری[۳]
- کیم مین کیو در نقش ریو بو هیون[۷]
- کیم سون یونگ در نقش کیم سون یونگ[۸]
- یانگ کیونگ وون در نقش یون ته اوه[۹]

## تولید

### توسعه
در اوت ۲۰۲۴، این مجموعه با عنوان موقت نخست، برای عشق (انگلیسی: First, For Love) وارد مرحلهٔ توسعه شد. نویسندگی این مجموعه بر عهدهٔ یانگ هی سون بود که پیش‌تر برای فیلم‌نامهٔ یائسگی بولبالگان (Bolbbalgan Menopause) موفق به دریافت جایزهٔ برترین فیلم‌نامه در مسابقهٔ فیلم‌نامه‌نویسی بنیاد فرهنگی اس‌بی‌اس در سال ۲۰۱۷ شده بود. کارگردانی مجموعه نیز بر عهدهٔ یو جه وون قرار گرفت. در مارس ۲۰۲۵، اعلام شد که نویسنده از نام مستعار سونگ وو جین استفاده می‌کند.

### انتخاب بازیگران
در نوامبر ۲۰۲۴، گزارش شد که یوم جونگ آه به عنوان یکی از بازیگران اصلی انتخاب شده است. در دسامبر همان سال، پارک هه جون نیز به جمع بازیگران پیوست. در مارس ۲۰۲۵، ترکیب نهایی بازیگران اصلی شامل یوم جونگ آه، پارک هه جون، چوی یون جی و کیم مین کیو به‌طور رسمی اعلام شد.
در مه ۲۰۲۵، اعلام شد که این مجموعه قرار است در ماه اوت در روزهای دوشنبه و سه‌شنبه در شبکهٔ تی‌وی‌ان پخش شود. هم‌زمان با این خبر، ترکیب بازیگران مکمل نیز معرفی شد که شامل کیم سون یونگ، یانگ کیونگ وون، کیم می کیونگ، کانگ ئه شیم، جونگ یونگ جو و پارک سو یونگ می‌شود. همچنین تصاویری از جلسهٔ فیلم‌نامه خوانی نیز منتشر شد.

### فیلم‌برداری
بازیگران این مجموعه در ۱۷ مارس ۲۰۲۵ در جلسهٔ فیلم‌نامه خوانی شرکت کردند.